# II-divisioona 2019
La II-divisioona 2019 è la 26ª edizione del campionato di football americano di terzo livello, organizzato dalla SAJL.

## Squadre partecipanti
| Club                       | Città     | Stadio | Sponsor ufficiale | Risultato nella stagione 2018 |
| -------------------------- | --------- | ------ | ----------------- | ----------------------------- |
| Helsinki Wolverines Blue   | Helsinki  |        |                   |                               |
| Hyvinkää Falcons           | Hyvinkää  |        |                   |                               |
| Jyväskylä Jaguars          | Jyväskylä |        |                   |                               |
| Kuopio Steelers Veljmiehet | Kuopio    |        |                   |                               |
| Oulu Northern Lights       | Oulu      |        |                   |                               |
| Porvoon Teurastajat        | Porvoo    |        |                   |                               |
| Rovaniemi Nordmen          | Rovaniemi |        |                   |                               |
| Rusko Mayhem               | Rusko     |        |                   |                               |
| Sipoo Bulls                | Sipoo     |        |                   |                               |
| Vantaan TAFT               | Vantaa    |        |                   |                               |

## Stagione regolare

### Calendario

#### 1ª giornata
| Vantaa 7 giugno 2019, ore 18:00 | Vantaan TAFT | 12 – 37 | Helsinki Wolverines Blue | Tikkurilan urheilupuisto |

| Rovaniemi 8 giugno 2019, ore 14:00 | Rovaniemi Nordmen | 35 – 12 | Jyväskylä Jaguars | Saarenkylä |

| Lahti 8 giugno 2019, ore 16:30 | Sipoo Bulls | 0 – 6 (d.t.s.) | Rusko Mayhem | Mukkula |

| Oulu 9 giugno 2019, ore 13:00 | Oulu Northern Lights | 20 – 0 | Kuopio Steelers Veljmiehet | Castrenin urheilukeskus |

#### 2ª giornata
| Kuopio 15 giugno 2019, ore 12:00 | Kuopio Steelers Veljmiehet | 0 – 53 | Rovaniemi Nordmen | Väinölänniemen stadion |

| Porvoo 15 giugno 2019, ore 15:00 | Porvoon Teurastajat | 24 – 0 | Rusko Mayhem | Pallokentän tekonurmi |

| Hyvinkää 16 giugno 2019, ore 12:00 | Hyvinkää Falcons | 26 – 6 | Oulu Northern Lights | Kankurin Liikuntapuisto |

| Helsinki 16 giugno 2019, ore 15:30 | Helsinki Wolverines Blue | 29 – 0 | Sipoo Bulls | Brahenkenttä |

#### 3ª giornata
| Rovaniemi 29 giugno 2019, ore 14:00 | Rovaniemi Nordmen | 35 – 13 | Hyvinkää Falcons | Susivouti |

| Kuopio 29 giugno 2019, ore 18:00 | Kuopio Steelers Veljmiehet | 8 – 13 | Jyväskylä Jaguars | Rauhalahden jalkapallokenttä |

| Helsinki 30 giugno 2019, ore 12:00 | Vantaan TAFT | 2 – 7 | Sipoo Bulls | Velodromo di Helsinki |

| Helsinki 30 giugno 2019, ore 15:30 | Helsinki Wolverines Blue | 36 – 7 | Rusko Mayhem | Brahenkenttä |

#### 4ª giornata
| Porvoo 4 luglio 2019, ore 19:00 | Porvoon Teurastajat | 46 – 0 | Sipoo Bulls | Pallokentän tekonurmi |

| Oulu 6 luglio 2019, ore 13:00 | Oulu Northern Lights | 20 – 19 | Jyväskylä Jaguars | Castrenin urheilukeskus |

| Jyväskylä 6 luglio 2019, ore 14:00 | Hyvinkää Falcons | 13 – 6 | Kuopio Steelers Veljmiehet | Viitaniemen kenttä |

| Vantaa 6 luglio 2019, ore 17:00 | Vantaan TAFT | 32 – 40 | Helsinki Wolverines Blue | Kenraalipuiston kenttä |

#### 5ª giornata
| Rovaniemi 13 luglio 2019, ore 17:00 | Rovaniemi Nordmen | 30 – 6 | Oulu Northern Lights | Susivouti |

| Jyväskylä 13 luglio 2019, ore 17:15 | Jyväskylä Jaguars | 21 – 6 | Hyvinkää Falcons | Viitaniemen kenttä |

| Porvoo 14 luglio 2019, ore 13:00 | Porvoon Teurastajat | 20 – 13 | Helsinki Wolverines Blue | Pallokentän tekonurmi |

| Rusko 14 luglio 2019, ore 16:00 | Rusko Mayhem | 12 – 22 | Vantaan TAFT | Kirkonkylän urheilukenttä |

#### 6ª giornata
| Rovaniemi 20 luglio 2019, ore 16:00 | Rovaniemi Nordmen | 37 – 0 | Kuopio Steelers Veljmiehet | Susivouti |

| Oulu 21 luglio 2019, ore 12:00 | Oulu Northern Lights | 18 – 0 | Hyvinkää Falcons | Castrenin urheilukeskus |

| Porvoo 21 luglio 2019, ore 13:00 | Porvoon Teurastajat | 42 – 24 | Vantaan TAFT | Pallokentän tekonurmi |

| Rusko 21 luglio 2019, ore 14:00 | Rusko Mayhem | 12 – 10 | Sipoo Bulls | Kirkonkylän urheilukenttä |

#### 7ª giornata
| Sipoo 10 agosto 2019, ore 13:00 | Sipoo Bulls | 15 – 26 | Helsinki Wolverines Blue | Söderkullan urheilukenttä |

| Kuopio 10 agosto 2019, ore 15:00 | Kuopio Steelers Veljmiehet | 0 – 39 | Oulu Northern Lights | Rauhalahden jalkapallokenttä |

| Rusko 11 agosto 2019, ore 14:00 | Rusko Mayhem | 0 – 36 | Porvoon Teurastajat | Kirkonkylän urheilukenttä |

| Jyväskylä 11 agosto 2019, ore 17:15 | Jyväskylä Jaguars | 6 – 54 | Rovaniemi Nordmen | Viitaniemen kenttä |

#### 8ª giornata
| Helsinki 16 agosto 2019, ore 18:30 | Helsinki Wolverines Blue | 17 – 26 | Vantaan TAFT | Brahenkenttä |

| Hyvinkää 17 agosto 2019, ore 14:00 | Hyvinkää Falcons | 0 – 35 | Rovaniemi Nordmen | Perttulan kentät |

| Jyväskylä 17 agosto 2019, ore 16:15 | Jyväskylä Jaguars | 29 – 6 | Kuopio Steelers Veljmiehet | Viitaniemen kenttä |

| Sipoo 18 agosto 2019, ore 12:00 | Sipoo Bulls | 0 – 55 | Porvoon Teurastajat | Söderkullan urheilukenttä |

### Classifiche
Le classifiche della regular season sono le seguenti:
- PCT = percentuale di vittorie, G = partite giocate, V = partite vinte,  P = partite perse, PF = punti fatti, PS = punti subiti

#### Girone 1
| Pos. | Squadra                    | PCT   | G | V | N | P | PF  | PS  |
| ---- | -------------------------- | ----- | - | - | - | - | --- | --- |
| 1    | Rovaniemi Nordmen          | 1.000 | 7 | 7 | 0 | 0 | 279 | 37  |
| 2    | Oulu Northern Lights       | .667  | 6 | 4 | 0 | 2 | 109 | 75  |
| 3    | Jyväskylä Jaguars          | .500  | 6 | 3 | 0 | 3 | 100 | 129 |
| 4    | Hyvinkää Falcons           | .333  | 6 | 2 | 0 | 4 | 58  | 121 |
| 5    | Kuopio Steelers Veljmiehet | .000  | 7 | 0 | 0 | 7 | 20  | 204 |

#### Girone 2
| Pos. | Squadra                  | PCT   | G | V | N | P | PF  | PS  |
| ---- | ------------------------ | ----- | - | - | - | - | --- | --- |
| 1    | Porvoon Teurastajat      | 1.000 | 7 | 7 | 0 | 0 | 260 | 49  |
| 2    | Helsinki Wolverines Blue | .667  | 6 | 4 | 0 | 2 | 161 | 100 |
| 3    | Vantaan TAFT             | .333  | 6 | 2 | 0 | 4 | 118 | 155 |
| 4    | Rusko Mayhem             | .333  | 6 | 2 | 0 | 4 | 37  | 128 |
| 5    | Sipoo Bulls              | .143  | 7 | 1 | 0 | 6 | 32  | 176 |

## Playoff

### Tabellone
|  | Wild Card | Wild Card                | Wild Card         |                          |                     | Semifinali          | Semifinali          | Semifinali |  |  | IX Rautamalja | IX Rautamalja | IX Rautamalja |  |
|  |           |                          |                   |                          |                     |                     |                     |            |  |  |               |               |               |  |
|  |           |                          |                   |                          |                     | 2-1                 | Porvoon Teurastajat | 52         |  |  |               |               |               |  |
|  |           |                          |                   |                          |                     | 2-1                 | Porvoon Teurastajat | 52         |  |  |               |               |               |  |
|  |           |                          |                   | Oulu Northern Lights     | 15                  |                     |                     |            |  |  |               |               |               |  |
|  | 1-2       | Oulu Northern Lights     | 45                | Oulu Northern Lights     | 15                  |                     |                     |            |  |  |               |               |               |  |
|  | 1-2       | Oulu Northern Lights     | 45                |                          |                     |                     |                     |            |  |  |               |               |               |  |
|  | 2-3       | Vantaan TAFT             | 24                |                          |                     |                     |                     |            |  |  |               |               |               |  |
|  | 2-3       | Vantaan TAFT             | 24                |                          | Porvoon Teurastajat | Porvoon Teurastajat | 6                   |            |  |  |               |               |               |  |
|  |           |                          |                   |                          |                     |                     |                     |            |  |  |               |               |               |  |
|  |           |                          | Rovaniemi Nordmen | Rovaniemi Nordmen        | 28                  |                     |                     |            |  |  |               |               |               |  |
|  |           |                          |                   | Rovaniemi Nordmen        | 28                  |                     |                     |            |  |  |               |               |               |  |
|  |           |                          |                   |                          |                     |                     |                     |            |  |  |               |               |               |  |
|  |           |                          |                   |                          |                     |                     |                     |            |  |  |               |               |               |  |
|  |           | 1-1                      | Rovaniemi Nordmen | 30 d.g.s.                |                     |                     |                     |            |  |  |               |               |               |  |
|  |           |                          |                   | 30 d.g.s.                |                     |                     |                     |            |  |  |               |               |               |  |
|  |           |                          |                   | Helsinki Wolverines Blue | 0                   |                     |                     |            |  |  |               |               |               |  |
|  | 2-2       | Helsinki Wolverines Blue | 45                | Helsinki Wolverines Blue | 0                   |                     |                     |            |  |  |               |               |               |  |
|  | 2-2       | Helsinki Wolverines Blue | 45                |                          |                     |                     |                     |            |  |  |               |               |               |  |
|  | 1-3       | Jyväskylä Jaguars        | 0                 |                          |                     |                     |                     |            |  |  |               |               |               |  |

### Wild Card
| Oulu 24 agosto 2019, ore 13:00 | Oulu Northern Lights | 45 – 24 | Vantaan TAFT | Castrenin urheilukeskus |

| Helsinki 25 agosto 2019, ore 15:30 | Helsinki Wolverines Blue | 45 – 0 | Jyväskylä Jaguars | Brahenkenttä |

### Semifinali
| Porvoo 1º settembre 2019, ore 14:00 | Porvoon Teurastajat | 52 – 15 | Oulu Northern Lights | Hamarin urheilukenttä |

| Rovaniemi 1º settembre 2019, ore 17:00 | Rovaniemi Nordmen | 30 – 0 (a tavolino) | Helsinki Wolverines Blue | Susivouti |

### IX Rautamalja
| Rovaniemi 7 settembre 2019, ore 18:00 | Rovaniemi Nordmen | 28 – 6 | Porvoon Teurastajat | Rovaniemen Keskuskenttä |

## Verdetti
- Rovaniemi Nordmen Vincitori del Rautamalja 2019